# Муция (съпруга на Луций Лициний Крас)
Вижте пояснителната страница за други личности с името Муция.
Муция (на латински: Mucia) е знатна римлянка от 2 и 1 век пр.н.е.

## Произход
Произлиза от фамилията Муции. Тя е голямата дъщеря на юриста и философа Квинт Муций Сцевола (авгур) и Лелия Младша, дъщеря на Гай Лелий (консул 140 пр.н.е.). По баща е внучка на Квинт Муций Сцевола (консул 174 пр.н.е.). Тя има един брат и сестра с името Муция.
Баща ѝ е прочут учен по право. Към неговите ученици принадлежат Луций Лициний Крас и младият Цицерон.

## Фамилия
Муция се омъжва за ученика на баща ѝ оратора Луций Лициний Крас (консула 95, цензор 92 пр.н.е.). Двамата имат две или четири дъщери с името Лициния:
- Лициния, която се омъжва за Публий Корнелий Сципион Назика (претор)
- Лициния, съпруга на Гай Марий Младши (консул през 82 пр.н.е.).

По някои източници тя е майка и на:
- Лициния Краса Стара, съпруга на Публий Корнелий Сципион Назика Серапион (консул 111 пр.н.е.)
- Лициния Краса Млада, съпруга на Квинт Цецилий Метел Пий (консул 80 пр.н.е.)